# Ceavdarți, Loveci
Ceavdarți (în bulgară Чавдарци) este un sat în comuna Loveci, regiunea Loveci,  Bulgaria. 

## Demografie
Componența etnică a satului Ceavdarți
     Bulgari (60,33%)
     Turci (27,45%)
     Nicio identificare (12,2%)
     Altele (0%)
La recensământul din 2011, populația satului Ceavdarți era de 295 locuitori. Din punct de vedere etnic, majoritatea locuitorilor (60,33%) erau bulgari, cu o minoritate de turci (27,45%). Pentru 12,2% din locuitori nu este cunoscută apartenența etnică.